# كلين سكاي
كلين سكاي (Clean Sky) أو التعهد المشترك للسماء النظيفة (Clean Sky Joint Undertaking) اختصاراً  (CSJU) هو شراكة بين القطاعين العام والخاص بين المفوضية الأوروبية وصناعة الطيران الأوروبية التي تنسق وتمول أنشطة البحث لتقديم طائرات أكثر هدوءًا وأكثر صداقة للبيئة. تدير (CSJU) برنامج كلين سكاي (CS) وبرنامج كلين سكاي 2 (CS2)، مما يجعلها هيئة أبحاث الطيران الأولى في أوروبا.

## ملخص
تشتهر الملاحة الجوية بقدرتها على الابتكار وتغيير حياة الملايين من الناس. أيضًا، نظرًا لتعقيد أجهزتها وأنظمتها، مما يعني أن دورات البحث والتطوير في الصناعة (الوقت الذي تستغرقه الفكرة للانتقال من لوحة الرسم إلى السوق) طويلة جدًا، عادةً ما بين 20 و 30 عامًا. إن المخاطر المرتبطة بالاستثمارات واسعة النطاق المطلوبة لدفع التقدم التكنولوجي عالية للغاية. في موازاة ذلك، يمثل التأثير البيئي للصناعة حاليًا 3 ٪ من انبعاثات الكربون العالمية من صنع الإنسان ومن المقرر أن تزداد بشكل كبير في السنوات القادمة، حيث تتطلب المجتمعات الحديثة اتصالًا أفضل بين الناس والبلدان والمناطق. من خلال تنسيق الأنشطة البحثية للصناعة، تقوم (CSJU) بتطوير تقنيات جديدة قد تكون بخلاف ذلك خارج نطاق المخاطر التي يمكن إدارتها للقطاع الخاص: فهي توفر التمويل اللازم لتطوير وإدخال الابتكارات ضمن الأطر الزمنية التي قد تكون غير قابلة للتحقيق لولا ذلك.
على هذا النحو، تهدف (CSJU) إلى أن تكون الهيئة التي ستكون المساهم الرئيسي في تحقيق الأهداف البيئية للمجلس الاستشاري لأبحاث الطيران في أوروبا (ACARE) 2020 للصناعة. هذه الأهداف هي:
- خفض انبعاثات  أكسيد الكربون CO2 50٪.
- انخفاض بنسبة 80٪ في أكاسيد النيتروجين الأحادية (NOx).
- خفض ضوضاء الطائرات بنسبة 50٪.
- التخفيف من الأثر البيئي لدورة حياة الطائرات والمنتجات ذات الصلة. (1)

## منظمة
يحدد مجلس إدارة (CSJU)، المكون من ممثلين عن الصناعة والمفوضية، المجالات الإستراتيجية التي يكون فيها البحث والابتكار ضروريين. ثم يتم إطلاق «دعوات تقديم العروض» اعتمادًا على الاحتياجات المتطورة للصناعة. تستجيب الشركات الصغيرة أو المتوسطة (SMEs) والقادة الصناعيون والجامعات ومؤسسات البحث المهنية للمكالمات بخطط مفصلة لأنشطة البحث ومخطط للتمويل الذي سيحتاجون إليه لتطوير تقنياتهم الجديدة. لضمان تخصيص الموارد بكفاءة، يتم تقييم الطلبات من قبل لجنة من الخبراء الخارجيين المستقلين الذين يقدمون المشورة لـ (CSJU) بشأن المقترحات بأفضل الإمكانات. ثم تتلقى المقترحات الفائزة التمويل والدعم الآخر من (CSJU). تبلغ ميزانية برنامج كلين سكاي الأولي، الذي يمتد من 2008 إلى 2016، 1.6 مليار يورو. تم تقديم نصف هذا من خلال حزمة إطار العمل 7 لبرنامج الأبحاث والابتكار التابع للمفوضية الأوروبية، وتم تقديم النصف الآخر من خلال المساهمات المالية والعينية من قادة الصناعة.

## نطاقات البحث
تسمى المجالات الإستراتيجية التي يكون فيها البحث والابتكار ضروريين بمظاهرات التكنولوجيا المتكاملة (ITD). هناك ستة منهم، كل واحد بقيادة مشتركة من قبل اثنين من قادة الصناعة ملتزمين طوال مدة البرنامج:

### الطائرات الإقليمية الخضراء
الطائرات الإقليمية الخضراء (GRA): تشارك في قيادتها شركتا إيرباص وإلينيا. تركز (ITD) على الطائرات الصغيرة منخفضة الوزن.

### الطائرات الذكية ذات الأجنحة الثابتة
الطائرات ذات الأجنحة الثابتة الذكية (SFWA): تشارك في قيادتها شركتا إيرباص وساب. تركز (ITD) على تقنيات الأجنحة والتكوينات التي تغطي الطائرات الكبيرة وطائرات رجال الأعمال.

### الطائرات العمودية الخضراء
Green Rotorcraft (GRC): شارك في قيادتها أغستاوستلاند وإيرباص هيليكوبترز. تركز (ITD) على الشفرات الدوارة المبتكرة، وتكامل تكنولوجيا محركات الديزل والأنظمة الكهربائية المتقدمة للتخلص من السوائل الهيدروليكية الضارة.

### محركات مستدامة وخضراء
محركات مستدامة وخضراء (SAGE): تشارك في قيادتها رولز رويس وسافران. تركز (ITD) على التكوينات الجديدة مثل الدوارات المفتوحة والمبردات البينية.

### أنظمة العمليات الخضراء
أنظمة العمليات الخضراء (SGO): شارك في قيادتها ليبهير وتاليس. تركز (ITD) هذه على معدات الطائرات الكهربائية، وبنى النظام، والإدارة الحرارية، والقدرات لمسارات أكثر اخضرارًا.

### تصميم صديق للبيئة
التصميم البيئي (ED): شارك في قيادته شركة داسو للطيران وجمعية فراونهوفر. تركز (ITD) هذه على التخفيف من الأثر البيئي لتصميم وإنتاج وسحب وإعادة تدوير الطائرات من خلال تحسين استخدام المواد والطاقة.
تكملة (ITD) الستة هو مقيم التكنولوجيا (TE). بمجرد تطوير التقنيات الجديدة ودمجها في نموذج اختبار أو طائرة، تقوم الشركة المصرية للاتصالات بتقييم التحسينات البيئية من خلال تنفيذ أنشطة توضيحية ورحلات تجريبية ومقارنة النتائج مع الطائرات التي لم يتم تجهيزها بالتقنيات الجديدة. الاختلاف في الوقود الموفر والضوضاء المنبعثة وما إلى ذلك هو مدى نجاح التقنية.

## إنجازات

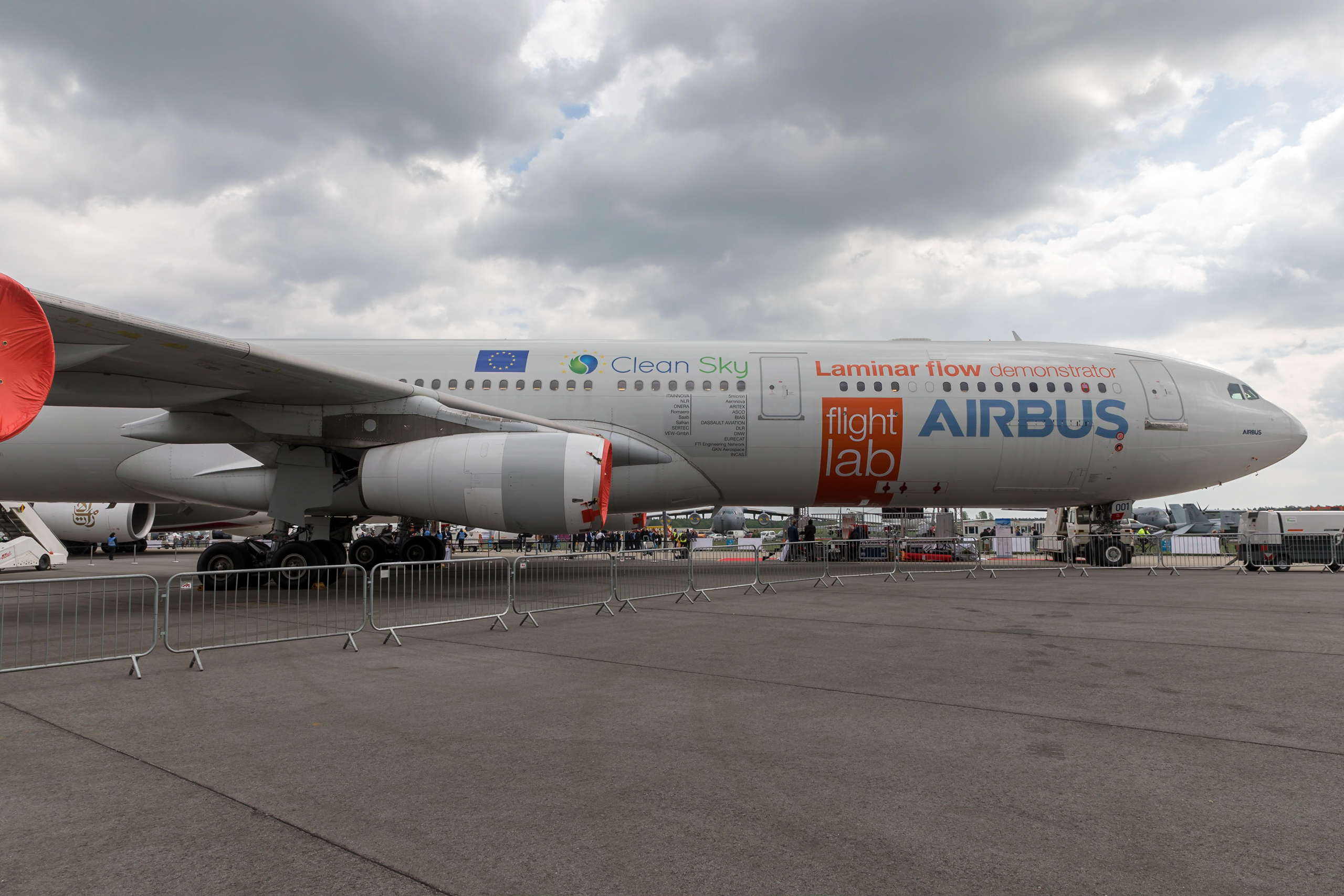
المتظاهر بليد إيرباص إيه 340

تم إطلاق عرض محرك دوار مفتوح بقيادة سافران في عام 2008 ضمن البرنامج بتمويل 65 مليون يورو على مدى ثماني سنوات : تم تجميع أحد المتظاهرين في عام 2015، وتم اختباره على الأرض في مايو 2017 على منصة الاختبار في الهواء الطلق في ايستر، بهدف تقليل استهلاك الوقود وانبعاثات ثاني أكسيد الكربون المرتبطة به بنسبة 30٪ مقارنة بالمراوح التوربينية سي اف ام 56 الحالية.
إن برنامج (Breakthrough Laminar Aircraft Demonstrator) في أوروبا (BLADE) هو مشروع إيرباص ضمن إطار عمل اختبار الطيران لأقسام جناح التدفق الصفحي التجريبية على طائرة إيرباص إيه 340 اعتبارًا من سبتمبر 2017.
تشمل الأمثلة الأخرى للأجهزة التي تم تطويرها بدعم من كلين سكاي ما يلي:
- الشفرة الدوارة المفتوحة: شفرة مخصصة للمحركات التي تشغل الطائرات ذات الممر الواحد والتي ستدخل الخدمة في 2025-2030.
- جهاز عرض الأنف المتدلي: هذا الجهاز هو الطليعة 1.1 لمكيف هواء إقليمي لتحسين أداء الرفع العالي. يُعتقد أن جهاز عرض الأنف المتدلي هو منصة تقنية تتيح إمكانات التحويل الكاملة، ونظام حماية الجليد القائم على (الأنابيب النانوية الكربونية (CNT)، والألياف الضوئية (OF) لقياس الإجهاد، وأجهزة استشعار درجة الحرارة، ومشغلات التصحيح الداخلية القائمة على (SMA) (سبيكة الذاكرة الشكل)، SJ ( طائرات اصطناعية) للتحكم النشط في التدفق.
- نموذج محرك عالي الضغط: تقنية جديدة لتوفير بديل مستدام للمحرك التوربيني التقليدي، مما يقلل من استهلاك الوقود والانبعاثات.
- ضلع مقدمة للحمل المركب الذكي: ضلع مقدمة للحمل المركب على نطاق كامل من رفرف ذكي لتطبيق (DAV) للأعمال النفاثة تم تطويره باستخدام تقنية تصنيع قولبة نقل الراتينج. يُظهر ضلع مقدمة الحمل، الذي يتضمن الأجزاء الهيكلية الرئيسية للغطاء، إمكانات اللوحات المركبة منخفضة التكلفة ومنخفضة الوزن ومنخفضة التعقيد.
- مشغل (HEMAS): مشغل الدوار الرئيسي الكهروميكانيكي الذي يتحمل الأعطال بما في ذلك قابض الأمان. يتيح نظام (HEMAS) تصميمات هليكوبتر كهربائية خالية من الهيدروليك.
- حاقن الوقود: حاقن وقود مبكر من تقنية رولز رويس لبرنامج كلين سكاي (SAGE 6 lean burn).[5]
- H1 الجزء 6: عجلة مروحة من التيتانيوم: جيل جديد من عجلة مروحة خفيفة الوزن وصديقة للبيئة لوحدة تبريد الهواء تم تصنيعها بواسطة تقنية SLM للتصنيع الإضافي والتي توفر طريقًا بديلاً للمنهجيات التقليدية (تصنيع القضبان).
- نموذج أولي ذو رفرفين للتحويل: هيكل ذكي يتيح إمكانية تحويل جزء رفرف الجناح.
- النظام الأساسي لاكتشاف الجليد أثناء الطيران: يكتشف بأمان وجود الظروف الجوية التي قد تؤدي إلى تراكم الجليد على الأسطح الديناميكية الهوائية للطائرة.
- وحدة الطاقة الإلكترونية: محول طاقة ذكي معياري مع إدارة مرنة للطاقة للطائرات الكهربائية.
- وحدة التحكم في الطاقة في الحالة الصلبة مُحسَّنة بقدرة تقطيع الجهد العالي التردد لتنفيذ إستراتيجية إدارة الطاقة الكهربائية: يمكن تقليل الوزن الإجمالي للمولد بنسبة تصل إلى 10٪ بسبب إزالة الحمولة الزائدة البالغة 5 دقائق.
- (GKN Scoop Intake) مع الحماية الكهروحرارية المتكاملة للثلج والتوهين الصوتي: مدخل الهواء (ECS) مع الحماية الكهروحرارية المتكاملة للجليد وتقنية التوهين الصوتي. تم اختباره في (GKN) نفق رياح الجليد في عام 2011.
- حشو الحلقة: يقع حشو الحلقة المركب بين شفرات المروحة ويوجه تيار الهواء لضمان الكفاءة المثلى لشفرة المروحة.
- وسادة جلوس (PU) خضراء (مسند الرأس): مسند الرأس لنظام وسادة جلوس ثلاثي الأجزاء. رغوة البولي يوريثان المرنة ذات الأساس الحيوي بنسبة 22٪ الوزن بدون مثبطات اللهب.
- أداة عرض متطورة للتحويل السلس: تصميم نظام تشغيل يمكنه تشويه حافة رائدة متغيرة بسلاسة.
- مكون «ناسيل» (Nacelle) المركب المصنوع من عملية ضخ راتينج سائل ومعالج على أداة تسخين: الجزء المركب «ناسيل» مصنوع من راتنجات الايبوكسي وألياف الكربون باستخدام ضخ الراتينج السائل على أداة التسخين.

## كلين سكاي 2
بعد نجاح برنامج كلين سكاي الأولي، تم إطلاق خليفته، كلين سكاي 2، في عام 2014 (2) كجزء من برنامج (Horizon 2020) للأبحاث والابتكار التابع للجنة. تهدف كلين سكاي 2 إلى أن تكون المساهم الرئيسي في أهداف (Flightpath 2050) الخاصة باللجنة والتي حددتها (ACARE)، والتي تعد أكثر طموحًا من أهداف برنامج كلين سكاي الأولي.
هذه الأهداف هي:
- خفض انبعاثات ثاني CO2  بنسبة 75٪.
- تخفيض بنسبة 90٪ في أكاسيد النيتروجين الأحادية (قالب:NOx).
- خفض ضوضاء الطائرات بنسبة 65٪.
- التخفيف من الأثر البيئي لدورة حياة الطائرات والمنتجات ذات الصلة من خلال تصميم وتصنيع الطائرات لتكون قابلة لإعادة التدوير. (3)

ستساهم كلين سكاي 2 أيضًا في الحفاظ على الريادة العالمية في صناعة الطيران الأوروبية. على هذا النحو، ستتطلب كلين سكاي 2 عضوية أكبر وميزانية أكبر ونشاطًا بحثيًا في نطاق أوسع من المجالات.

### حماية الجليد
ضمن البرنامج، سيتم اختبار نظام الحماية من الجليد السلبي على مدخل المحرك ونموذج الهيكل في نفق الرياح المتجمد في (de: Rail Tec Arsenal) في النمسا بحلول أوائل عام 2020، باستخدام قوى الشعيرات الدموية الناتجة عن التبخير في «فتيل» معدني مسامي في مبخر لتوفير نقل الحرارة بدون أجزاء متحركة إلى المكثف، كما هو الحال في التطبيقات الفضائية، مما يقلل من الوزن ومتطلبات الطاقة.

### الطائرات العمودية عالية السرعة
في إطار كلين سكاي 2، يمول الاتحاد الأوروبي طائرتين مروحيتين عاليتي السرعة: مروحية مجمع إيرباص ريسر وطائرة ليوناردو الجيل القادم تيلتروتر المدنية (NGCTR).

### هجين كهربائي
في عام 2016، تم التعاقد مع (ONERA) الفرنسية و مركز الرحلات الجوية والفضائية الألماني (DLR) الألمانية و جامعة دلفت للتكنولوجيا / NLR الهولندية لتقييم 35 تكوينات جذرية لتحل محل تصاميم الطائرات التقليدية من عام 2035، وتلبية متطلبات إيرباص إيه 320: 150 راكبًا، رحلة بحرية ماخ 0.78 و 1,200 nmi (2,200 كـم) من النطاق. قدمت (TU Delft) و (NLR) دراستهم الموزعة للدفع الهجين الكهربائي (DHEP) في إطار مشروع نوفير في مؤتمر «سكايتيك» ( SciTech) بالمعهد الأمريكي للملاحة الجوية والفضائية (AIAA) في يناير 2019، بعد اختيار ثلاثة تكوينات محتملة:
- (HS1)، محرك توربيني هجين موازٍ للإقلاع والتسلق؛
- (HS2)، مفهوم هجين تسلسلي مع مراوح موزعة على طول الحافة الأمامية للجناح مدعومة بمولدات توربينية؛
- (HS3)، هجين متسلسل مزود بمولدات توربينية تعمل على تشغيل مراوح أنبوبية موزعة فوق اللوحات الأجنحة ويتم استبدال الذيل بدعومين أنبوبيين.

بافتراض عبوات بطاريات 500 Wh / kg، يمكن تحقيقها ولكن خارج تطبيقات السيارات أو التطبيقات الصناعية، ارتفعت كتلة الدفع إلى 600٪ لـ (HS2) و 730٪ لـ (HS3)، مما أدى إلى دفع جميع الكتل الأخرى واستهلاك 34٪ المزيد من الطاقة لـ HS3 و 51٪ لـ (HS2)، بينما أظهر (HS1) استهلاكًا أفضل للطاقة بنسبة 10٪.

## كلين سكاي 3 / طيران نظيف
لخفض 80٪ من CO2 في النقل الجوي بحلول عام 2050، ستحتاج كلين سكاي 3 إلى تخطيط عكسي: نظرًا للعمر المتوقع للطائرات، يجب أن تدخل التقنيات المطلوبة الخدمة في 2030-35 ويجب عرضها في 2025-2027. يجب التصويت على ميزانية الاتحاد الأوروبي 2021-27 بحلول نهاية عام 2019 وتخصيصها بشكل مفصل في عام 2020، مع احتمال أن يشمل برنامج (Horizon Europe) للبحث والابتكار برنامج كلين سكاي 3 بدءًا من 1 يناير 2021، في أحسن الأحوال.
في 23 مارس 2022، افتتحت شركة (Clean Aviation)، التي خلفت برنامج كلين سكاي 1 و 2، دعوتها الأولى لتقديم مقترحات بقيمة 735 مليون يورو على مدى 36 شهرًا لطائرات الهيدروجين والطائرات الكهربائية الهجينة والطائرات قصيرة ومتوسطة المدى، التقنيات «المستعرضة» والتنسيق والدعم. تحصل أبحاث الهيدروجين على 182 مليون يورو، بما في ذلك 115 مليون يورو للاحتراق المباشر بقوة 5000 حصان (3670 كيلوواط) محرك توربيني و 20000 رطل التوجه (89 kN) توريوفان، و 50 مليون يورو لخلايا الوقود، و 10 ملايين يورو للتخزين، و 7 ملايين يورو «للتقنيات التخريبية على المدى القريب». التقديم مفتوح حتى 23 يونيو، مع إعلان النتائج في سبتمبر ومنح المنح في ديسمبر. سيتم إطلاق المرحلة الثانية في عام 2025 لتصل إلى 1.7 مليار يورو من إجمالي التمويل، نحو إدخال خدمة عام 2035 للتقنيات المطورة. يمكن أن تكون شركات المملكة المتحدة مؤهلة إذا كانت الدولة مرتبطة ببرنامج (Horizon Europe).

## نطاقات البحث
- ثلاث منصات عرض مبتكرة للطائرات (IADPs)، لطائرات الركاب الكبيرة، والطائرات الإقليمية والطائرات العمودية السريعة، وتطوير واختبار المتظاهرين الطائرين على مستوى الطائرة / السيارة بالكامل؛
- ثلاثة عارضين تقنيين متكاملين (ITD)، ينظرون إلى هيكل الطائرة والمحركات والأنظمة، باستخدام المتظاهرين على مستوى النظام المتكامل الرئيسي؛
- نشاطان عرضيان (النقل الجوي الصغير، التصميم البيئي)، دمج المعرفة بمختلف (ITD) و (IADPs) لتطبيقات محددة وتمكين التآزر ليتم استغلالها بين المنصات المختلفة من خلال المشاريع والنتائج المشتركة؛
- مُقيِّم التكنولوجيا (TE)، يراقب ويقيم الأثر البيئي والمجتمعي للتقنيات المطورة في (IADPs) و (ITD).

## روابط خارجية
- تعهد كلين سكاي جوينت
- المجلس الاستشاري ACARE لأبحاث الطيران في أوروبا
- حزمة الإطار 7 برنامج البحث والابتكار
- برنامج المفوضية الأوروبية للبحوث والابتكار هورايزون 2020

قالب:Joint undertakings of the European Union and European Atomic Energy Community